# IJsbaan van Méribel
De ijsbaan van Méribel is een ijsbaan in het wintersportoord Méribel, in de Franse gemeente Les Allues. Ze maakt deel uit van een sportcomplex (Parc Olympique) dat gebouwd werd voor de Olympische Winterspelen 1992 in Albertville. De ijshockeywedstrijden vonden hier plaats. Sindsdien wordt de ijsbaan gebruikt door de ijshockeyspelers van de Hockey Club Val Vanoise en de kunstschaatsers van Méribel. Van 2007 tot en met 2016 vonden de finales van de Franse ligabeker ijshockey er ook plaats.

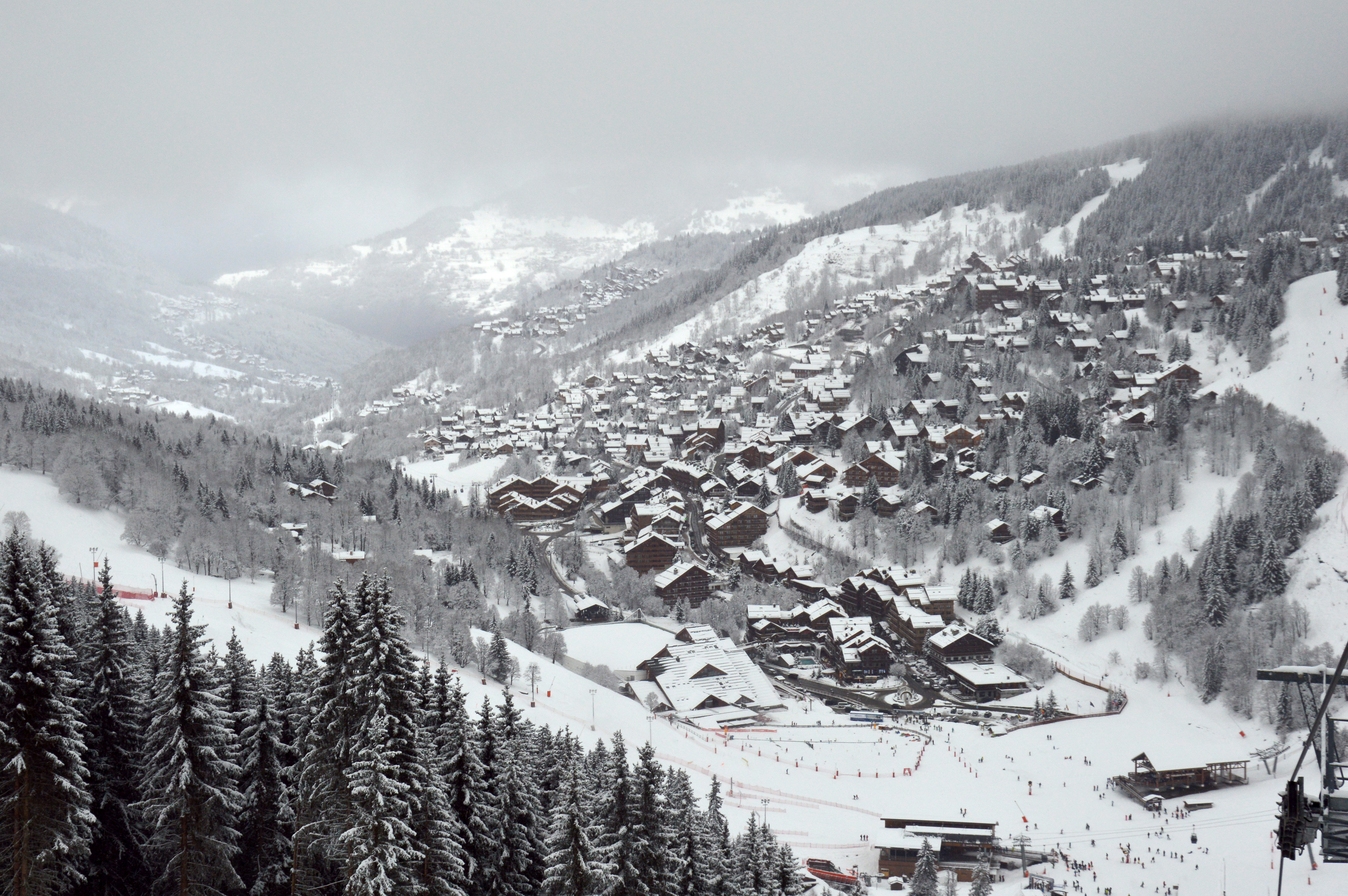
De ijsbaan van Méribel is gevestigd in het grote gebouw op de voorgrond.